# Рачу (Дамбовица)
Рачу (рум. Raciu) насеље је у Румунији у округу Дамбовица у општини Рачу. Oпштина се налази на надморској висини од 253 m.

## Становништво
Према подацима из 2002. године у насељу је живело 1471 становника, од којих су сви румунске националности.